# Iglesia de San Sebastián (Mantua)

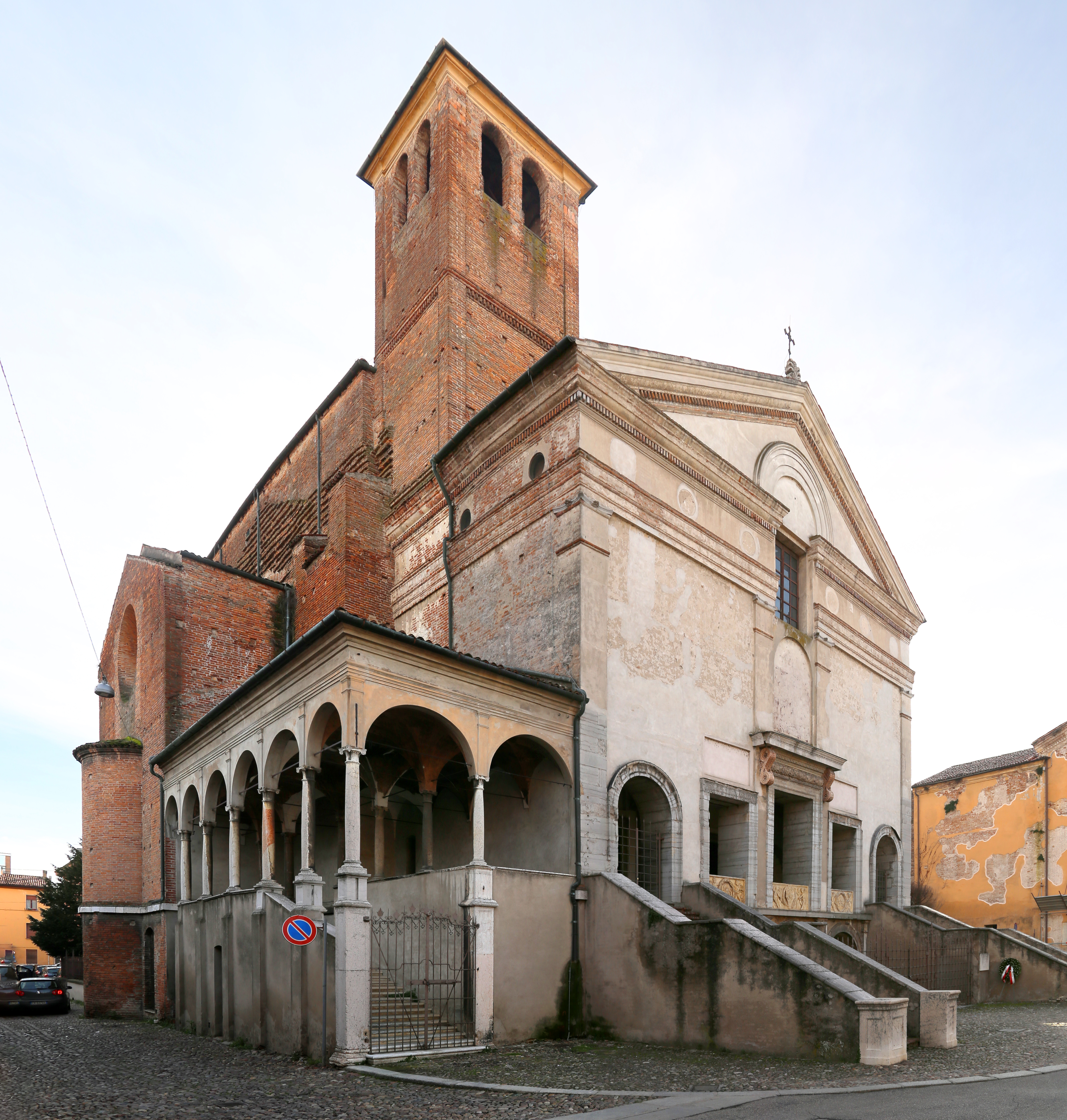
Fachada de la iglesia de San Sebastián.

La iglesia de San Sebastián (en italiano: tempio/chiesa di San Sebastiano) es un templo renacentista situado en Mantua, en el norte de Italia. Se encuentra en el borde del centro a lo largo de una de las arterias principales que conducían a la zona pantanosa del Tè, no lejos del Palazzo del Te, en el exterior de las murallas, donde se ubicaban las cuadras de los famosos caballos de la familia Gonzaga. Iniciada en 1460 según los diseños de Leon Battista Alberti , se dejó parcialmente terminada a mediados de la década de 1470, momento en el que la construcción se había ralentizado y ya no estaba dirigida por Alberti. Como consecuencia, poco queda del trabajo de Alberti aparte de la planta, que se considera uno de los ejemplos más tempranos y más significativos de iglesias de planta central del Renacimiento, de forma de cruz griega inscrita en un cuadrado, con tres brazos idénticos con ábsides centrados cubiertos con bóvedas de cañón, con un espacio central con bóveda de arista sin particiones interiores.
La iglesia alberga, en su parte inferior, el osario y la horca de los mártires de Belfiore en memoria de los insurgentes de la Unidad Italiana, y también se llama «Famedio».

## Historia
Tras la paz de Lodi en 1459, el marquesado de Mantua había aumentado su prestigio político, confirmando la importancia de la ciudad en la escena italiana, entre los Visconti de Milán y la República de Venecia. Esa posición central se confirmó el mismo año en que fue elegida como sede para celebrar el concilio que el papa Pío II convocó para organizar una cruzada contra los otomanos tras la caída de Constantinopla en 1453. La entrada solemne de Pío II en Mantua fue un triunfo para la diplomacia de los Gonzaga. Soberanos y grandes eclesiásticos acudieron a la ciudad con sus grandes séquitos de embajadores, humanistas, cortesanos y diplomáticos.
Leon Battista Alberti, entonces empleado como secretario papal y ya eminente teórico de la arquitectura, siguió al papa durante el congreso. Ludovico Gonzaga se acercó a él encomendándole varias obras, permaneciendo Alberti en la ciudad varios meses después de la partida del pontífice. El palacio del Podestate se restauró según sus planes. Se desconocen las razones que llevaron al marqués a encargar la nueva iglesia de San Sebastián a las afueras del extremo sur de la ciudad, en un lugar tan insalubre, justo dentro de las murallas. La zona pantanosa, debido a las aguas estancadas del río Mincio que rodeaban Mantua defendiéndola, también provocaba fiebres mortales. Se supone que la iglesia se convertiría en la nueva tumba de la familia Gonzaga, una especie de nuevo mausoleo. También se supone que en algún momento fue destinada a la función de templo votivo dedicado al patrón de la peste, Sebastián, pero las crónicas de la época no hablan de epidemias en los años de fundación de la iglesia.
El arquitecto transmitió su proyecto para San Sebastián en febrero de 1460 y un mes después, ya comenzó su construcción, Luca Fancelli, con quien el marqués colaboraba estrechamente, se encargó de los más mínimos detalles para la ejecución. El proyecto de Alberti, que preveía una gran cúpula central, no fue respetado debido a errores y malentendidos, y no se completó hasta varias décadas después. Alberti regresó a la ciudad para estancias prolongadas en 1463, en 1470 —cuando recibirá otro encargo para realizar una nueva iglesia en la ciudad, la basílica de San Andrés— y en 1471. Alberti murió en 1472, cuando la iglesia aún no estaba terminada, siendo finalizada en 1476 por Fancelli. El marqués Ludovico dio mucha importancia al proyecto e invirtió mucho dinero en él, como dicen los numerosos escritos encontrados. 
Actualmente alberga el túmulo dedicado a los mártires de Belfiore y, por lo tanto, también se llama «Famedio».
La iglesia suele denominarse templo de San Sebastián, como el templo Malatestiano de Rimini, erigido por el mismo arquitecto, con el mismo arco inscrito en la fachada.

## Arquitectura

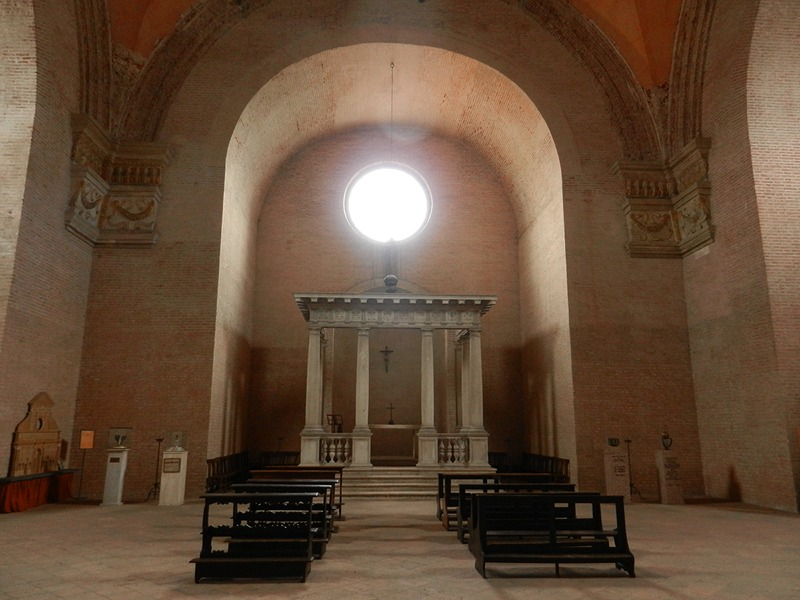
El interior

Alberti concibió un edificio austero y solemne. Aunque el proyecto no se completó fielmente y fue restaurado arbitrariamente en el siglo XX, constituyó, en el Renacimiento, la base de los estudios sobre los edificios en cruz griega. La iglesia está edificada en dos plantas, con un nivel más bajo a manera de un alto estilobato sobre el terreno pensado como una cripta que estaba destinada a servir como mausoleo para la familia Gonzaga. La planta principal se articula sobre un espacio central casi cúbico y cubierto con una bóveda de arista, desde el que se ramifican tres cortos brazos absidales de igual tamaño. El cuarto lado es el de la fachada, donde hay un pórtico que hoy consta de cinco vanos. Toma la planta del templo clásico sobre un podium, con un arquitrabe roto, un tímpano y un arco siríaco, que atestigua la extrema libertad con la que el arquitecto ha dispuesto los elementos. La inspiración puede provenir de una obra antigua tardía como el Arco de Orange. El trazado planimétrico se repite en la iglesia inferior de la cripta, que cuenta con un acceso independiente del de la sala superior. Una carta conservada de 1470 del patrón, Ludovico III Gonzaga, al arquitecto in situ, coincidiendo con la propuesta de Alberti de reducir el número de pilastras en el pórtico ilumina el plan de Alberti de 1460.
Consagrada en 1529, la iglesia sufrió una primera restauración en 1600 y una restauración más, bastante arbitraria, entre 1922 y 1926, cuando se decidió transformar el edificio abandonado hacía ya  mucho tiempo en un monumento a los caídos, alterando profundamente la edificación: fue separada del convento al que estaba unida por el lado derecho; se modificaron los vanos, se reconstruyó la bóveda sustituyendo los pilares y basamentos y se añadieron las dos escaleras de la fachada, transformando dos de las ventanas en portales. Fotografías antiguas muestran que la entrada era a través de una única escalera dispuesta en una logia del quattrocento adjunta al diseño de Alberti que aun se conserva. Alberti probablemente imaginó dos rampas de entrada a su templo, una en cada lateral, aunque Wittkower demuestra que la planta de Alberti comprendía un conjunto de escaleras del ancho total de la fachada que conducirían a cinco puertas (tres de las cuales se han rellenado ahora como balcones disfuncionales).
La ausencia total de columnas en la fachada significó para Rudolf Wittkower un punto de inflexión decisivo en la interpretación de la arquitectura de Alberti, yendo más allá de sus declaraciones en De re aedificatoria, donde consideraba la columna el adorno más noble del edificio. La fachada que oculta un nártex que recorre todo el ancho del edificio es precisamente tan ancha como su altura desde el nivel de entrada hasta el vértice del frontón; puede encajar con la geometría perfecta del cuadrado. El frente del templo ha sido convertido por Alberti en un muro-arquitectura, como señaló Wittkower, y una serie completa de pilastras, como pilares embebidos en el muro, se ha elidido en las dos más externas, y las dos que flanquean la torpe puerta de Pellegrino Ardizoni, que los superpone y se adapta mal a su espacio.
El motivo más inesperado de la fachada es la ruptura central del entablamento que presenta la abertura de la ventana, sin duda destinada a ser arqueada bajo el entablamento arqueado que une los tramos exteriores, motivo que Wittkower conjeturaba que Alberti conocería por el arco de triunfo romano en Orange.

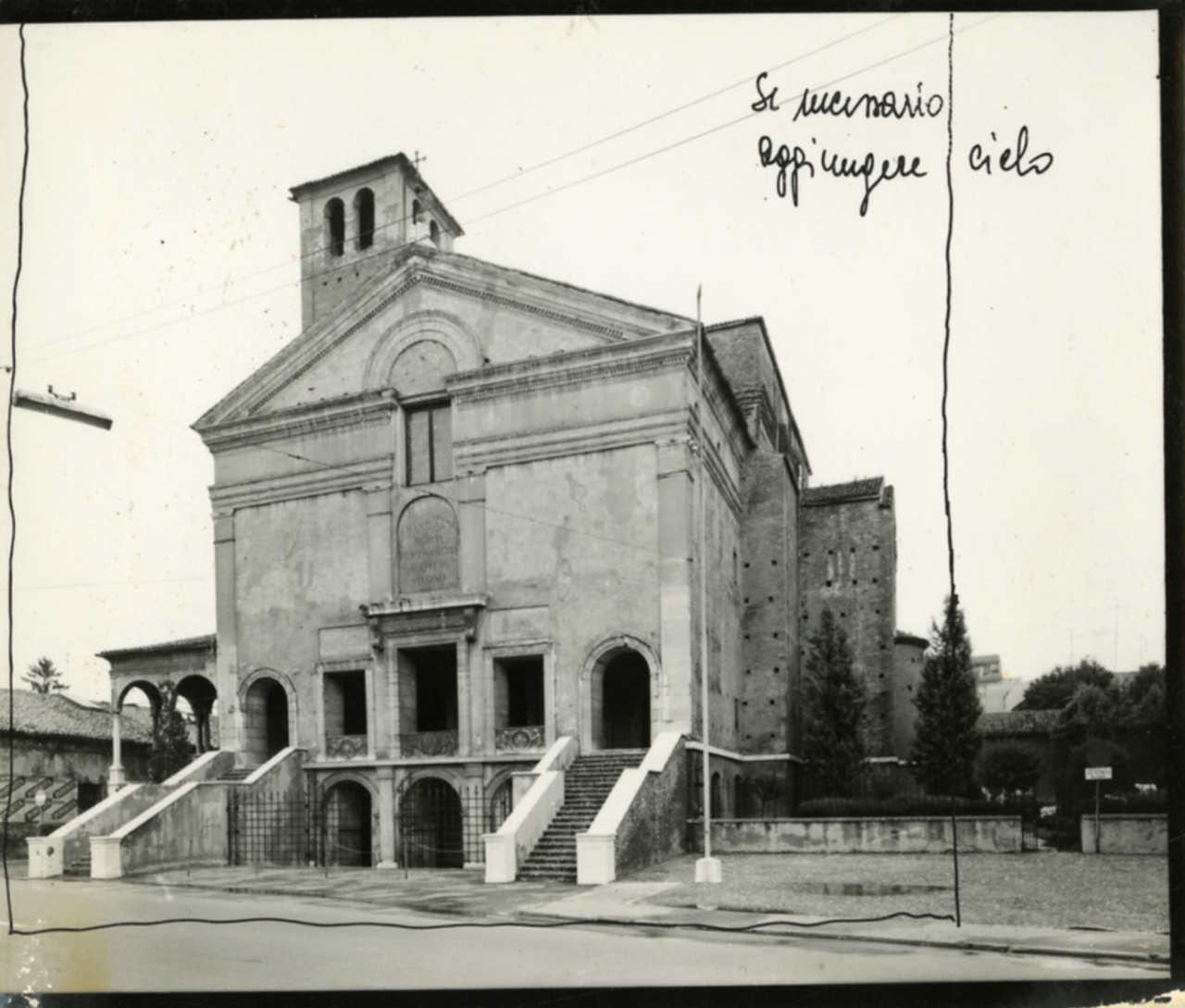
Foto de Paolo Monti, 1972
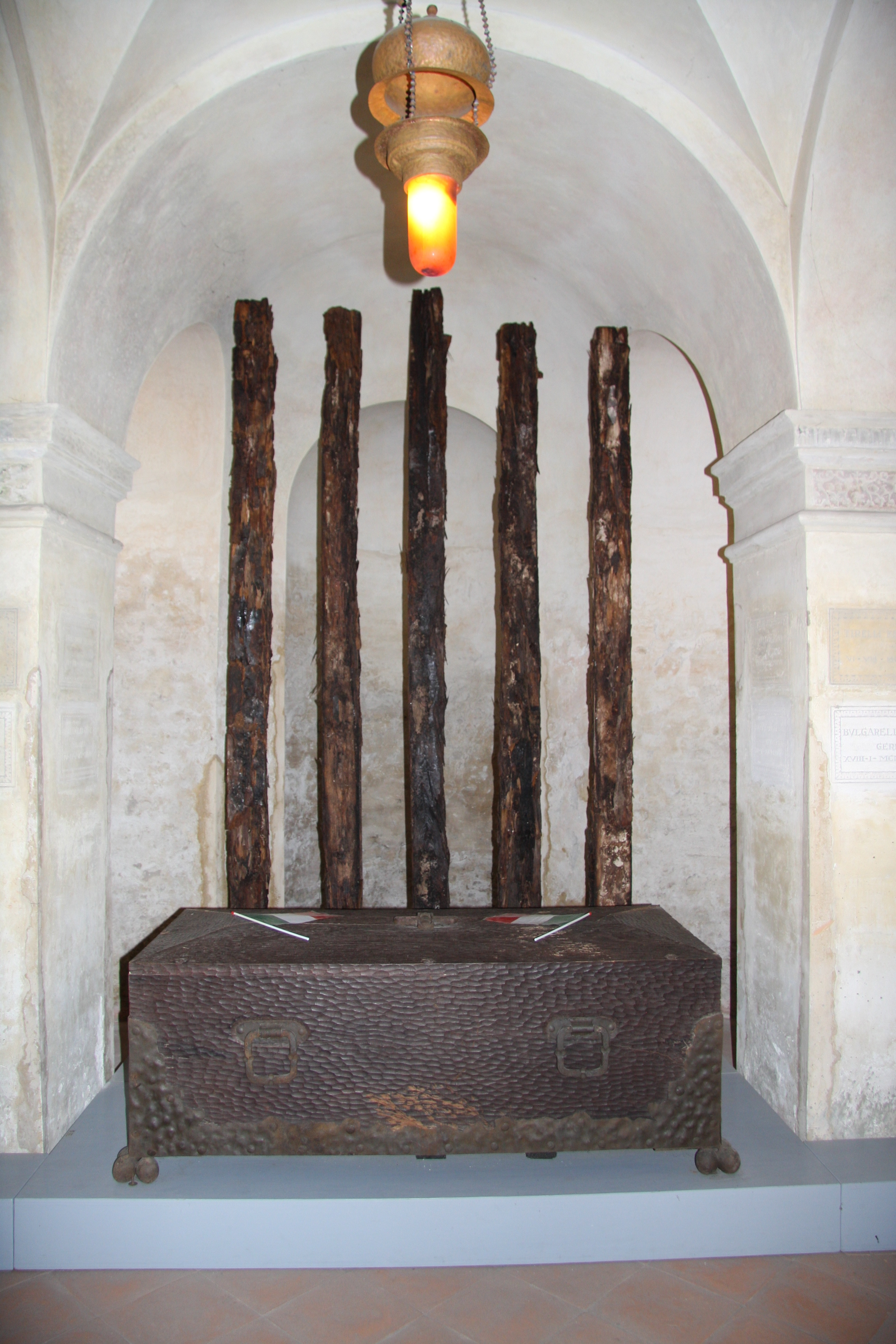
Osario y horca de los mártires de Belfiore
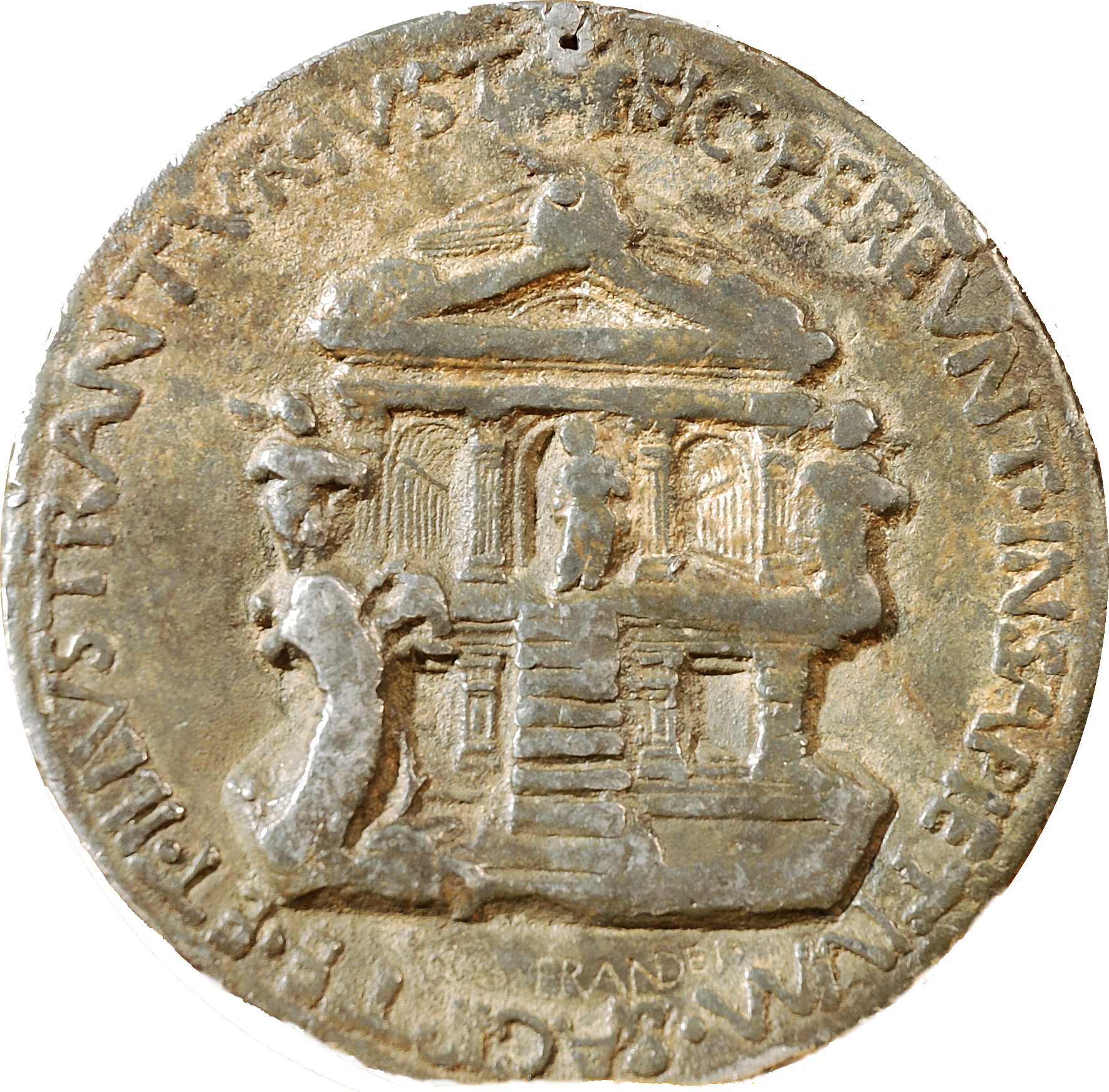
Representación de la fachada de San Sebastiano en la medalla de Giovanni Lanfredini, sin las alteraciones del siglo XX (nótese la escalera central)
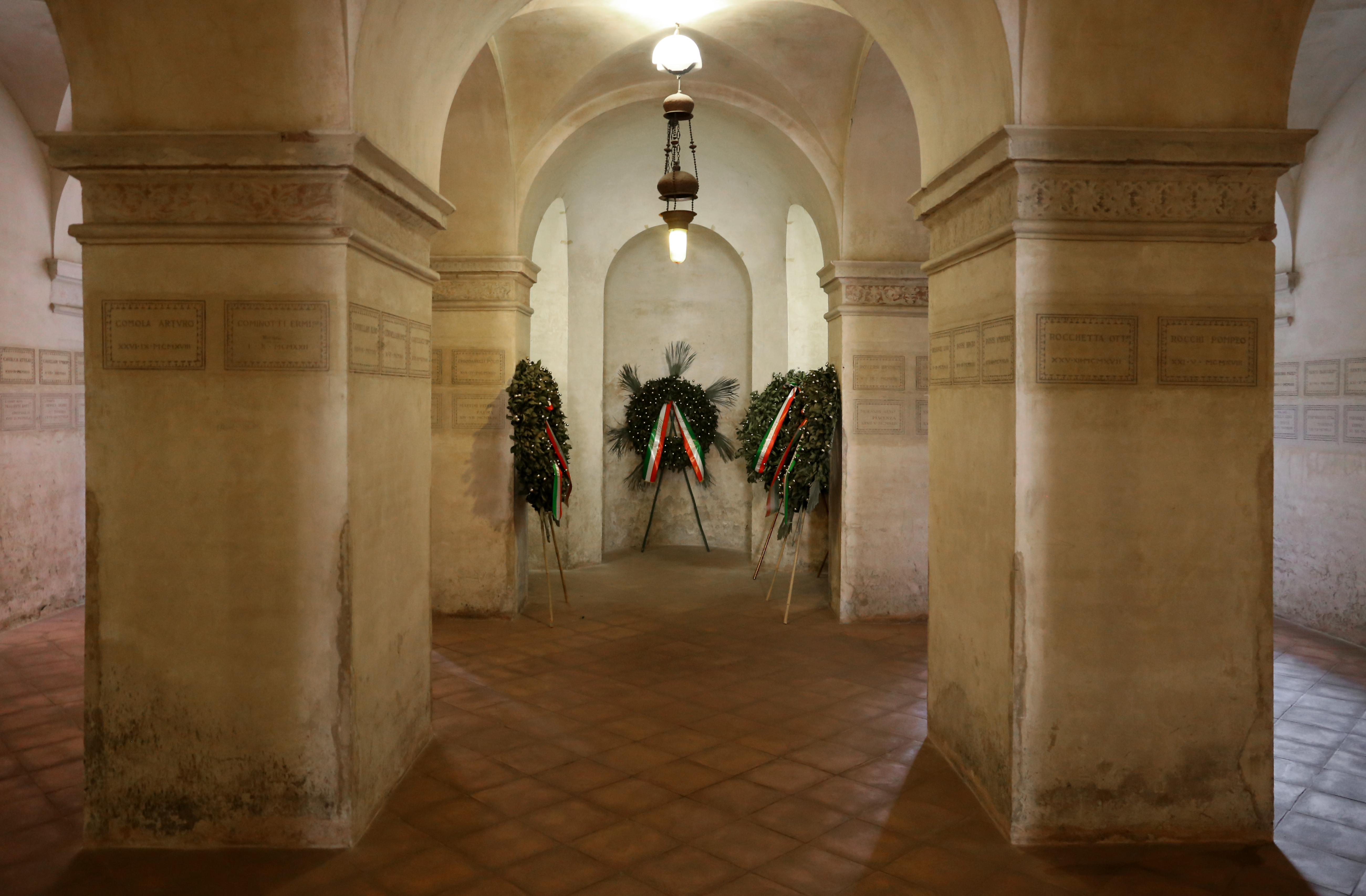
El interior de la cripta